# Allonne (Oise)
 Allonne  es una comuna y población de Francia, en la región de Picardía, departamento de Oise, en el distrito de Beauvais y cantón de Beauvais-Sud-Ouest.
Está integrada en la Communauté d'agglomération du Beauvaisis.

## Demografía
| 993 | 923 | 1013 | 1055 | 1199 | 1258 |
| Para los censos de 1962 a 1999 la población legal corresponde a la población sin duplicidades (Fuente: INSEE [Consultar]) |     |      |      |      |      |

Forma parte de la aglomeración urbana de Beauvais.